# Гуџарат
Гуџарат је савезна држава Индије са површином од 196.024 km² и 60.439.692 становника (стање: 1. јан. 2011). 
Гуџарат је индустријски најразвијенија држава Индије. Остварује 19,8% укупне индијске индустријске производње. Гуџарат се граничи са Пакистаном, те индијским државама Раџастаном на североистоку, Мадја Прадешом на истоку и Махараштром на југу. Арапско море је на западној обали државе. Главни град Гуџарата је плански град Гандинагар, који је заменио бивши главни град Ахмедабад, који је и даље комерцијални центар Гуџарата.
Сурат представља светски центар резања и брушења дијаманата. Ту се реже и бруси 90% светске производње дијаманата или 55% светске вредности дијаманата, што Индији доноси 8 милијарди $.

## Историја
Многа насеља Харапа цивилизације нађена су у Гуџарату. Најзначајнија је била трговачка лука Лотал. Обални градови Гуџурата служили су као луке и трговачки центри током Маурја и Гупта царстава. Када је пропало Гупта царство у 6. веку Гуџарат је напредовао као независно Хинду царство. Маитрака династија је владала од 6. до 8. века. Прве персијске зороастријске избеглице стижу 775. Арапски владари Синда освојили су 770. главни град Гуџарата Валаби и тиме је окончан период династије Маитрака. Соланки клан од Раџпута владао је Гуџаратом од 960. до 1243. Гуџарат је постао центар индијске океанске трговине. Махмуд ал Газни је разорио 1026. Сомнат храм у Гуџарату. Султан Делхија Ала уд дин Килџи разорио је Анхилвару (Патан) и освојио Гуџарат, који постаје део Делхијског султаната. Када је Тимур Ленк освојио Делхи и ослабио султанат, муслимански гувернер Гуџарата успоставља Гуџаратски султанат, који остаје независтан до 1576. Главни град Гуџарата постаје Ахмедабад. Камбај постаје најважнији трговачки центар. Могулски цар Ахбар Велики осваја 1576. Гуџарат, који постаје део Могулског царства. Марате су освојиле источни и средишњи Гуџарат у 18. веку, који је тада постао део царства Марата.
Португал је био прва колонијална сила, која је стигла у Гуџарат, освајајући неколико енклава на обали Гуџарата (Даман и Диу и Дадра и Нагар Хавели). Британска источноиндијска компанија успоставила је 1614. фабрику у Сурату, што је била њихова прва база у Индији. Током Другог Англо-Маратског рата Британска источноиндијска компанија заузима велики део Гуџарата од Марата. Многи локални владари признају британски суверенитет у замену за аутономију. Гуџарат долази под управу Бомбајског председништва. Највећи број бораца за индијску слободу и независност долази из Гуџарата. Одатле су Махатма Ганди, Сардар Пател, Морарџи Десај, Нархари Парик и Махадев Десај.
Модерна држава Гуџарат настаје 1960. од дела Бомбајске државе у којем се говорило гуџаратски, а маратски део је постао део Махараштре. Разорни земљотрес је погодио Гуџарат 26. јануара 2001. Било је око 20.000 мртвих и 200.000 рањених.

## Географија
Најзападнија је индијска држава. На западу и југозападу је Арабијско море, а Пакистан је на северу. Раџастан је североисточно, Мадја Прадеш је источно, а Махараштра је јужно. Рељеф је низак, а клима је различита у различитим деловима. На северозападу је пустињска клима, а велика влага постоји у јужним дистриктима због монсуна. На реци Нармади изграђена је највећа брана у Индији, тако да су водом опскрбљени сушни делови Гуџарата. Гуџарат има 1600 km обале.
Највеће реке су Нармада, Сабармати, Махи, Тапи, Пурна и Дарманганга. Постоје бројни национални паркови. Највећи градови су Ахмедабад, Вадодара, Сурат, Раџкот, Бавнагар, Џамнагар и Џунагад. Ахмедабад је комерцијални центара и шести највећи град у Индији.

## Економија
Гуџарат је индустријски најразвијенија држава Индије. Остварује 19,8% укупне индијске индустријске производње. 
Гуџарат представља најпросперитетнију државу Индије са ГДП по становнику 2,47 пута већим од просека Индије. Сурат представља главни индијски центар глобалне трговине дијамантима. Сурат представља светски центар резања и брушења дијаманата првенствено због јефтине радне снаге, због које се исплати резати и брусити и јако малене дијаманте. Ту се реже и бруси 90% светске производње дијаманата или 55% светске вредности дијаманата, што Индији доноси 8 милијарди $. На око 50 km од Бавнагара у Камбејском заливу налази се највећи светски центар резања старих бродова. Стари бродови из целог света се ту довозе и режу се на комаде.
Од 1994. до 2002. Гуџарат је остварио изузетно високе стопе расту од 12,4% годишње. Извоз Гуџарата је 21% индијског извоза.

## Школство и наука
Гуџарат има 13 универзитета. Индијска организација истраживања космоса налази се у Ахмедабаду и први је космички истраживачки центар у Индији. Викрам Сарабај је основао 1947. физичку истраживачку лабораторију у Ахмедабаду, која је била колевка космичких истраживања у Индији.

## Демографија
Службени језик је гуџарати језик. Доминантна религија је хиндуизам, а постоје и значајни проценти припадника ислама, зороастрејства и хришћанства. Већина људи у Гуџарату су вегетаријанци. Пошто је држава развијенија од осталих делова Индије има много досељеника из других делова Индије, који су дошли да ту раде. Постојала је дуга историја толеранције, све до насиља 2002. у Гуџарату, када је било 1.000 мртвих .